# Mikinosuke Kawaishi
Mikinosuke Kawaishi (né le 13 août 1899 à Himeji et mort le 30 janvier 1969 en France), est un judoka japonais (10e dan Fédération française et 7e dan Kodokan) pionnier du judo en France.

## Biographie
Né à Himeji en août 1899,, Mikinosuke Kawaishi étudie le jiu-jitsu à l’école du Dai Nippon Butokukai au Japon.
Dans les années 1920, sa formation achevée, il quitte son pays pour aller enseigner les arts martiaux, d'abord aux États-Unis (notamment à San Diego et à New York), puis à partir de 1931 en Grande-Bretagne. À son arrivée, il enseigne au Budokwai de Londres dirigé par Gunji Koizumi. Il crée ensuite un club de jiu-jitsu à Liverpool. Puis, il fonde à Londres le Club Anglo-Japonais et enseigne à l’université d’Oxford. C'est à cette époque qu'il obtient son 3e dan.
Mikinosuke Kawaishi arrive en France en octobre 1935, il vient de recevoir son 4e dan, et commence à y enseigner le judo qui avait eu beaucoup de mal jusqu'alors à s'imposer malgré plusieurs séjours de son fondateur Jigorō Kanō.
Mikinosuke Kawaishi ouvre son premier dojo à Paris 13e, au 109 Boulevard Auguste-Blanqui, dans un ancien atelier.
En juillet 1936, Kawaishi crée le Club Franco-Japonais, et le 28 juillet, il y accueille son premier élève, Maurice Cottreau. Il va y faire naître, à travers un enseignement personnel, une passion pour ce sport, qui va prendre racine et se développer.
Moshe Feldenkrais fonde le 25 octobre 1937 le Jiu-Jitsu Club de France, dont Jigorō Kanō est le président d'honneur (Moshe Feldenkrais et Paul Bonét-Maury Vice-présidents, Frédéric Joliot-Curie Secrétaire Général, Biguart, Charles Faroux...). Les pionniers du Judo en France sont des intellectuels, chercheurs ou journalistes. 

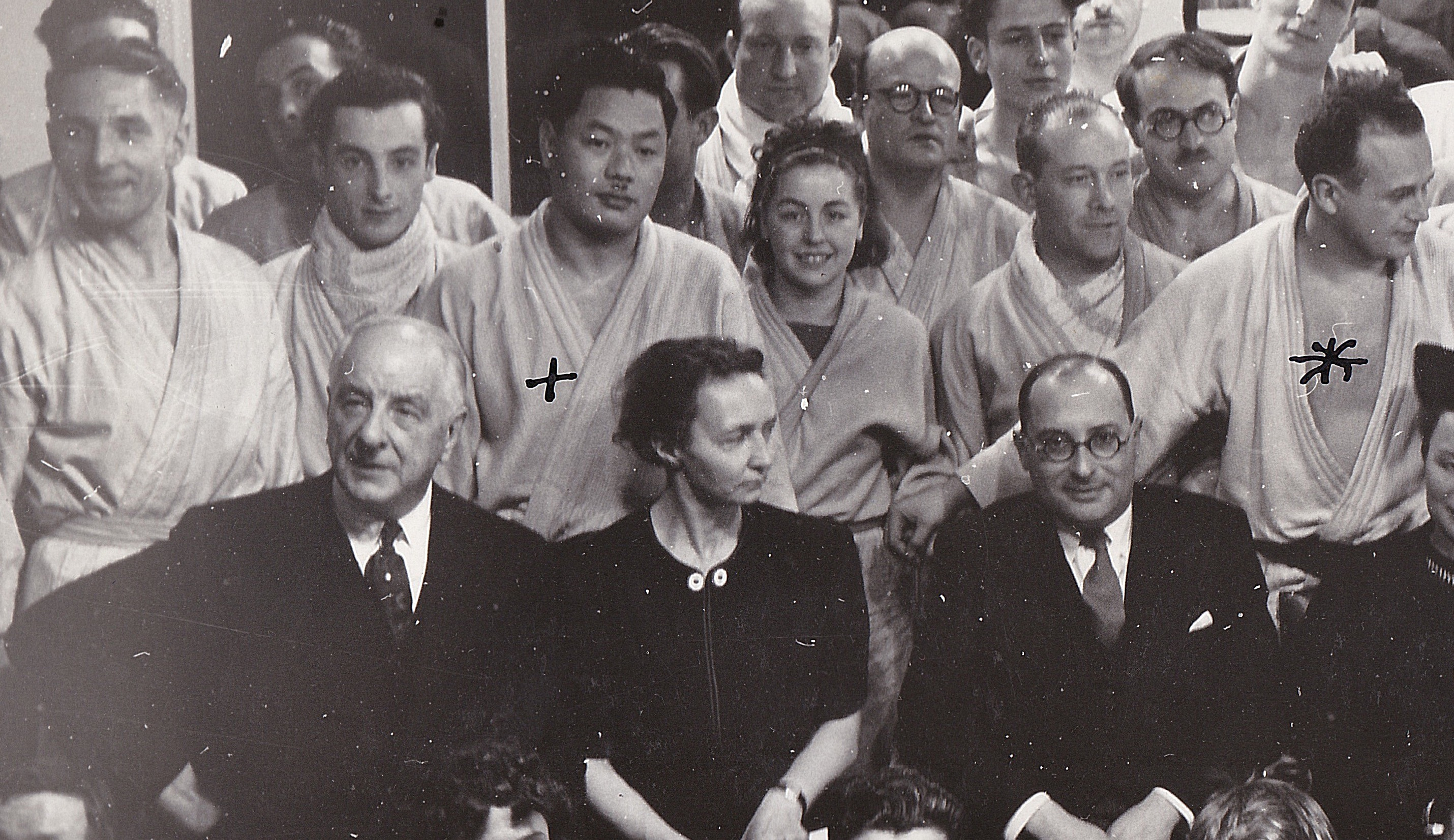
Séance de présentation de Jiu-Jitsu du 10 février 1939. Rang 1 de G à D : Charles Faroux, Irène Joliot-Curie, Jean Zay. Rang 2 de G à D : Jean Andrivet, Mikinosuke Kawaishi et Moshe Feldenkrais

Mikinosuke Kawaishi va rassembler autour de lui les premiers judokas français et, malgré un caractère jugé trop autoritaire, il parviendra, en imposant sa méthode, codifiée suivant une nomenclature jugée plus conforme à l'esprit occidental, à faire éclore le judo français, sur lequel il exercera pendant de nombreuses années une autorité incontestée. 
Kawaishi reprend le système des ceintures de couleurs élaboré par les judoka anglais entourant Gunji Koizumi auquel est alors associé un programme d'enseignement. Les ceintures de couleur, correspondant aux grades intermédiaires entre le débutant et la ceinture noire n'existaient pas dans le judo japonais. Le succès national et international de la méthode Kawaishi, fruit du travail conjoint de l'expert japonais et de Moshe Feldenkrais, est à l'origine de l'adoption généralisée de ce système typiquement occidental.
À la fin de l'année 1937, le Club Franco-Japonais ferme ses portes et intègre le Jiu-Jitsu Club de France, situé au 82 rue Beaubourg. Fondé un an plus tôt par Moshe Feldenkrais, ce club est l'émanation de la section judo-jiu-jitsu de l'École Spéciale des Travaux Publics de la Ville de Paris initiée par Feldenkrais vers 1929. Kawaishi assure ainsi la direction technique du JJCF et le renomme Judo Club de France qui devient la première structure permanente du judo français.
En 1938, Mikinosuke Kawaishi reçoit de Jigorō Kanō le 5e dan.
L'année suivante, le 20 avril 1939, à son tour, Mikinosuke Kawaishi fait passer la première ceinture noire de judo à un de ses élèves français  Maurice Cottreau qui ne pourra terminer sa formation à cause du conflit qui se profile en 1939 et c'est à Jean de Herdt que sera remise la première ceinture noire le 12 juin 1940. 
Les premières ceintures noires sont Moshe Feldenkrais, Maurice Cottreau, Jean de Herdt, Henri Birnbaum, Paul Bonet-Maury, Jean Andrivet.
Pendant la guerre, il poursuit son œuvre de pionnier malgré l'entrée en guerre du Japon, qui l'obligera à regagner son pays à la fin du conflit.
Les premiers championnats de France de judo se déroulèrent, en son absence, à la salle Wagram, à Paris, le 31 mai 1943. Ils sont organisés sous la responsabilité de la nouvelle section de judo-jitsu de la fédération française de lutte créée en avril 1942 à la suite de l'application des nouveaux textes régissant la pratique des sports en France (Charte des Sports). Le 1er champion de France « toutes catégories » sera Jean de Herdt.
Avant la fin de la guerre, des clubs se sont ouverts à Paris et en banlieue, comme le Club St Honoré avec London, Opéra avec Lamotte, Cercle Sportif avec André Mercier et Jean Andrivet, St Martin avec Peltier, JC Nanterre avec de Herdt.
Mikinosuke Kawaishi met en place le futur Collège des Ceintures Noires qui fut officialisé le 9 novembre 1947 sous l'impulsion de Jean de Herdt et dont le 1er président sera Jean Andrivet.
De retour en France en 1948, Mikinosuke Kawaishi, aidé par Shozo Awazu, va reprendre l'enseignement de sa méthode. C'est son assistant, Jean Gailhat, qui rédigera et illustrera plusieurs ouvrages sur la Méthode Kawaishi à partir des années cinquante.
En complément du développement du judo en France des Tournées de démonstration sont organisées par exemple en Afrique du Nord (Oujda au Maroc en Avril 1950) par  Mikinosuke Kawaishi, Shozo Awazu, Paul Bonet-Maury (Pdt Fédération française de judo et de jiu-jitsu), Jean Andrivet (Pdt du  Collège des Ceintures Noires).

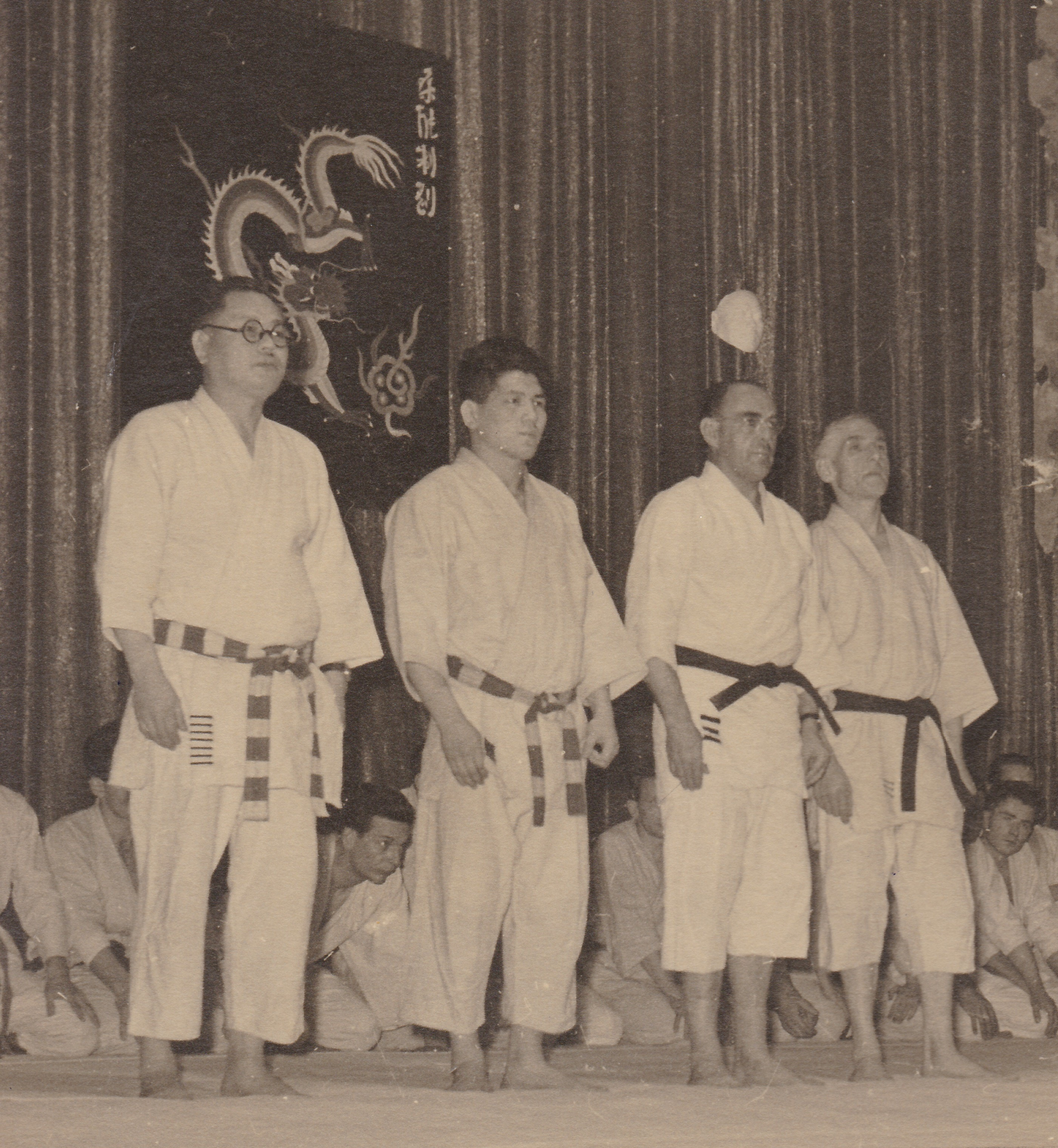
Tournée_démonstration_judo_1950

Kawaishi, par sa vision moderniste, a su transformer le judo japonais en une pratique accessible aux Occidentaux. En véritable entrepreneur, il a organisé l'enseignement du judo sur une base commerciale et professionnelle qui a donné au judo français une cohérence et une qualité, parfois décriée mais toujours enviée.

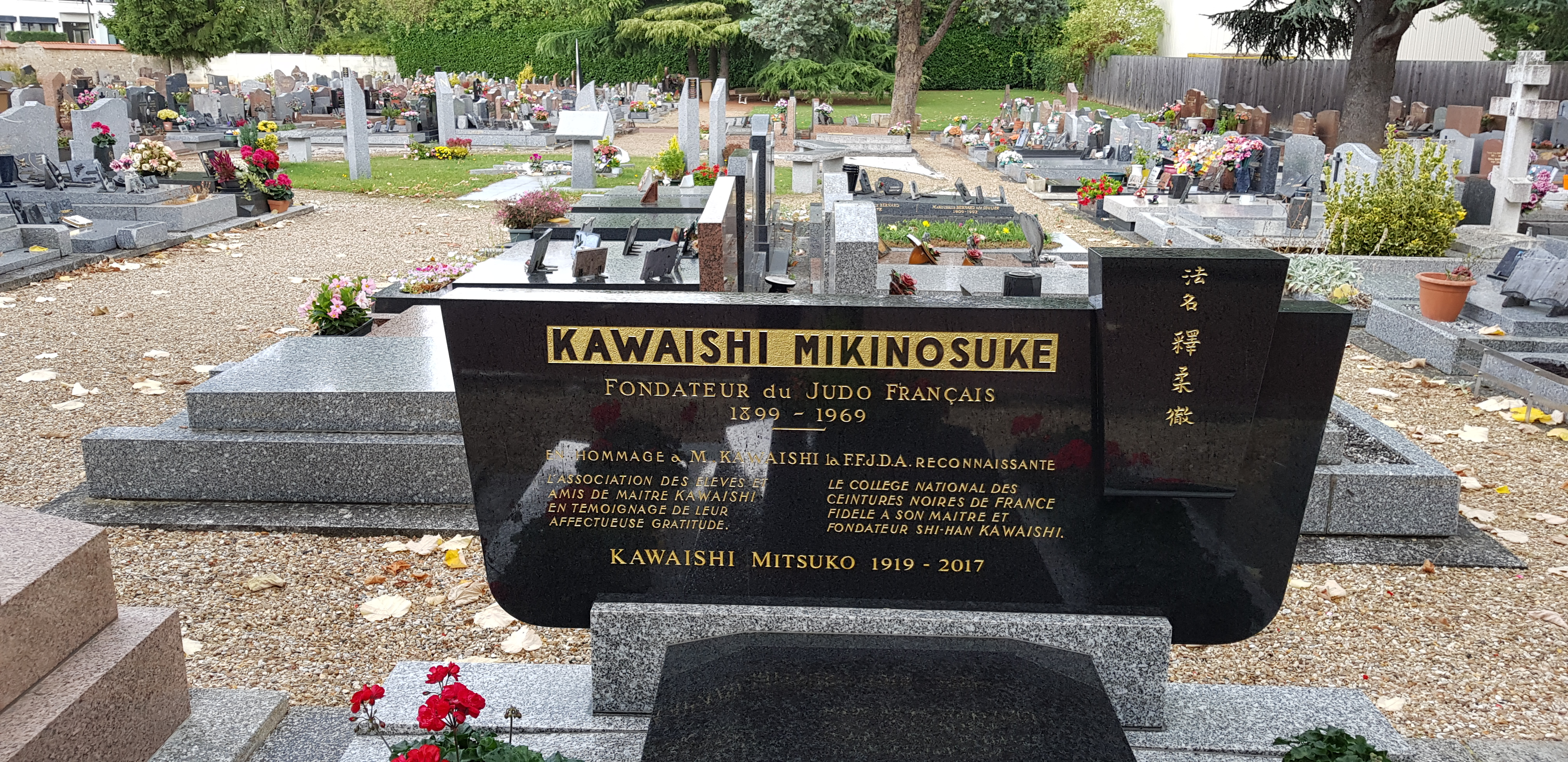
Tombe de Kawaishi Mikinosuke

Mikinosuke Kawaishi est mort le 30 janvier 1969. Il repose au cimetière du Plessis-Robinson où sur sa pierre tombale est gravé "Fondateur du judo français".

## Ouvrages
- Ma méthode de judo, 296 pages, Éd. Cario, 1951
- Ma méthode de self-defense, 1952.
- Enchainements et contreprises du Judo debout, 158 pages, Éd. Publi-Judo, 1959
- Ma méthode secrète de judo, 199 pages, Adapté par Bouthinon André, 1960 et 1964
- Les Katas complets du Judo, 300 pages, Éd. Chiron, 1967 (Traduction anglaise : The Complete 7 Katas of Judo, 208 pages, Overlook, Londres, 1982 —  (ISBN 0-879-51156-7)

### Émission de radio
- Armand Aloyin, émission de Patrick Liegibel présentée par Stéphanie Duncan, « Kawaishi, le père du judo français » [audio], sur franceinter.fr, "Au fil de l'histoire", 16 octobre 2013 (consulté le 18 novembre 2022)